# Lomné (powiat Stropkov)
Lomné – wieś (obec) na Słowacji położona w kraju preszowskim, w powiecie Stropkov. Pierwsze wzmianki o miejscowości pochodzą z roku 1369.
Według danych z dnia 31 grudnia 2012, wieś zamieszkiwało 268 osób, w tym 137 kobiet i 131 mężczyzn.
W 2001 roku rozkład populacji względem narodowości i przynależności etnicznej wyglądał następująco:
- Słowacy – 86,33%
- Czesi – 1,67%
- Romowie – 0,33%
- Rusini – 11,33%
- Ukraińcy – 0,33%

Ze względu na wyznawaną religię struktura mieszkańców kształtowała się w 2001 roku następująco:
- Katolicy rzymscy – 14,33%
- Grekokatolicy – 68,00%
- Prawosławni – 17,33%
- Nie podano – 0,33%